# Шолль, Инге
Инге Айхер-Шолль (нем. Inge Aicher-Scholl; 11 августа 1917[…], Ingersheim an der Jagst, Штутгарт — 4 сентября 1998[…], Лойткирх, Баден-Вюртемберг) — немецкая активистка пасхальных маршей мира, писательница, соучредитель Школы дизайна в Ульме.

## Биография
Инге Шолль была первенцем в своей семье. Её родители придерживались христианско-гуманистических ценностей. В 1930-х годах Инге, несмотря на запрет своего отца, вступила в Bund Deutscher Mädel (BDM).
В 1932 году Шолль поселилась в Ульме, где в 1946 году она основала Ульмский народный университет — один из первых университетов в послевоенной Германии, которым она руководила до 1974 года. 
В 1947 году в свет вышла книга Шолль «Белая роза», повествующая о её брате и сестре Гансе и Софии и мюнхенской группе сопротивления, к которой они принадлежали. Благодаря этой книге Шолль смогла прославиться.
В 1952 году она вышла замуж за дизайнера Отла Айхера и с тех пор была известна как Инге Айхер-Шолль. В браке родились 5 детей.
В 1972 году семья переехала в Ротис, район Лейткирх в Альгой, где в 1980-х её муж открыл несколько дизайнерских студий. Ещё в конце 1960-х годов Инге Айхер-Шолль стала активисткой пасхальных маршей мира. А в 1985 году она принимала участие в протестах возле американских военных баз в Мутлангер-Хайде, за что её оштрафовали.

## Публикации
- Die weiße Rose. S. Fischer Verlag, Frankfurt/M. 1952
- Sippenhaft. Nachrichten und Botschaften der Familie in der Gestapo-Haft nach der Hinrichtung von Hans und Sophie Scholl. Fischer Verlag, 1993, ISBN 978-3-10-000409-3
- Eva – Weil du bei mir bist, bin ich nicht allein. Direktverlag, Riedhausen, 1996, ISBN 3-925295-18-6